# Pleasures of the Flesh
Pleasures of the Flesh è il secondo album in studio del gruppo musicale thrash metal statunitense degli Exodus, pubblicato nel 1987 dalla Combat Records.

## Tracce
1. Deranged – 3:46
2. Til Death Do Us Part – 4:50
3. Parasite – 4:55
4. Brain Dead – 4:15
5. Faster Than You'll Ever Live To Be – 4:26
6. Pleasures of the Flesh – 7:37
7. 30 Seconds – 0:40
8. Seeds of Hate – 4:57
9. Chemi-Kill – 5:46
10. Choose Your Weapon – 4:52

## Formazione
- Steve "Zetro" Souza - voce
- Gary Holt - chitarra
- Rick Hunolt - chitarra
- Rob McKillop - basso
- Tom Hunting - batteria